# تومويا ياغي
تومويا ياغي (باليابانية: 八木智哉؛ بالكانا: やぎ ともや) هو لاعب كرة قاعدة ياباني، ولد في 7 نوفمبر 1983 في هودوغايا-كو، يوكوهاما في اليابان.

## وصلات خارجية
- تومويا ياغي على موقع الدوري الياباني لكرة القاعدة (الإنجليزية)
- تومويا ياغي على موقعبيزبول رفرنس.كوم (الدوري الثانوي) (الإنجليزية)